# Waverly (Tennessee)
Pour les articles homonymes, voir Waverly.
La ville américaine de Waverly est le siège du comté de Humphreys, dans l’État du Tennessee. Lors du recensement de 2010, sa population s’élevait à 4 105 habitants.

## Source
- (en) Cet article est partiellement ou en totalité issu de l’article de Wikipédia en anglais intitulé « Waverly, Tennessee » (voir la liste des auteurs).